# Ronde van Poitou-Charentes in Nouvelle-Aquitaine
De Ronde van Poitou-Charentes in Nouvelle-Aquitaine (Frans: Tour Poitou-Charentes en Nouvelle-Aquitaine) is een meerdaagse wielerwedstrijd die wordt verreden in de maand augustus in de regio Nouvelle-Aquitaine, Frankrijk. De wedstrijd ontstond in 1987. Sinds 1991 is het een professionele wedstrijd. Deze ronde met vijf etappes behoort sinds 2005 tot de UCI Europe Tour in de categorie 2.1.

## Lijst van winnaars

### Meervoudige winnaars
| Overwinningen | Renner            | Land      | Jaren                  |
| ------------- | ----------------- | --------- | ---------------------- |
| 4             | Sylvain Chavanel  | Frankrijk | 2005, 2006, 2014, 2016 |
| 2             | Jens Voigt        | Duitsland | 2001, 2003             |
| 2             | Thomas Voeckler   | Frankrijk | 2007, 2013             |
| 2             | Arnaud Démare     | Frankrijk | 2018, 2020             |
| 2             | Søren Wærenskjold | Noorwegen | 2023, 2024             |

### Overwinningen per land
| Overwinningen | Land |
| ------------- | --- |
| 20            | Frankrijk |
| 3             | Duitsland |
| 2             | Denemarken, Noorwegen, Sovjet-Unie                                                                              |
| 1             | Australië, Estland, Italië, Nieuw-Zeeland, Portugal, Verenigd Koninkrijk, Verenigde Staten, Zweden, Zwitserland |